# Wilderers Kreuz

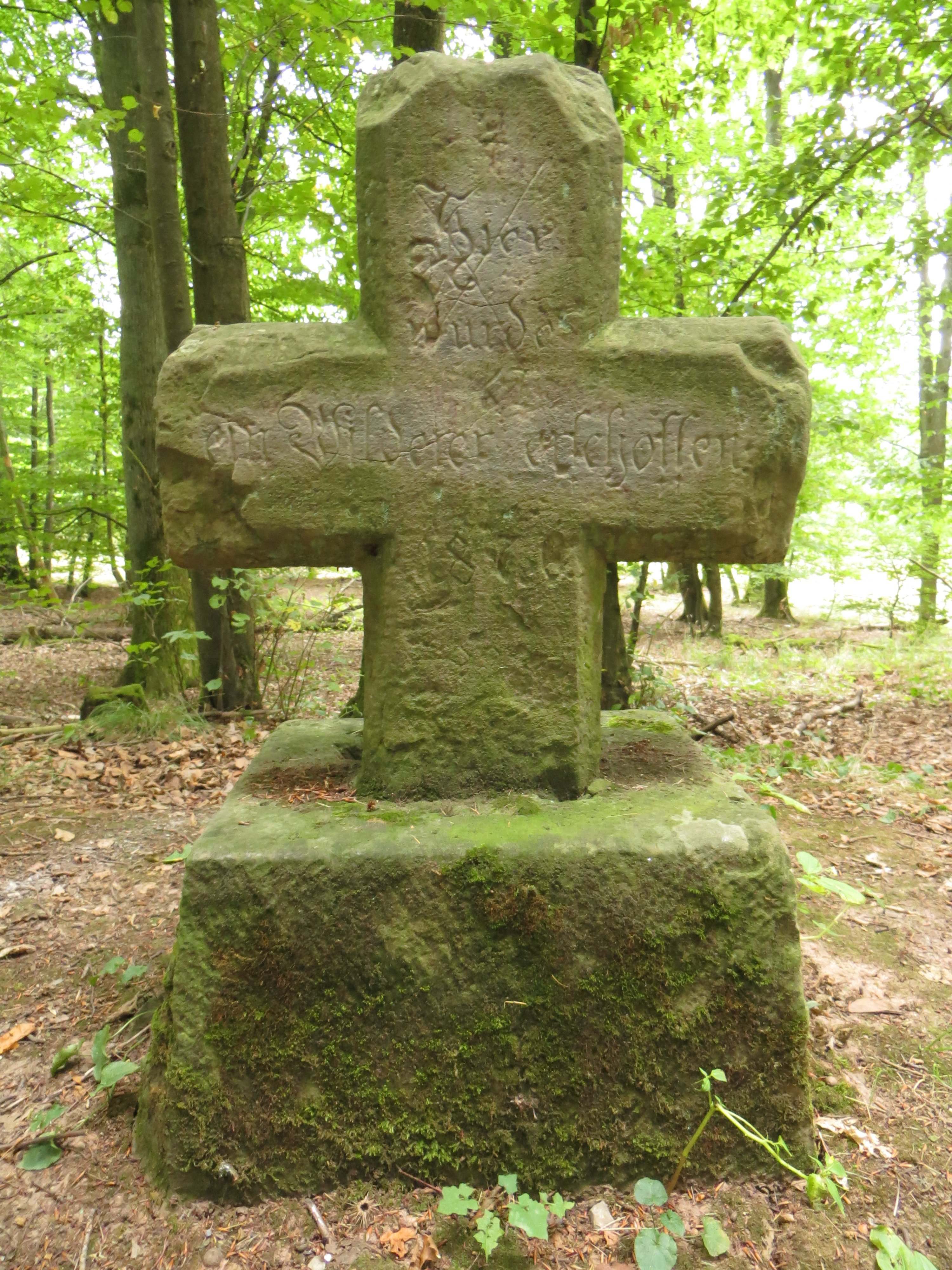
Wilderers Kreuz, Vorderseite

Wilderers Kreuz, auch Wildererkreuz, ist ein Steinkreuz im Heilbronner Stadtwald auf dem Schweinsberg. Das geschützte Kulturdenkmal befindet sich auf der Gemarkung des Heilbronner Stadtteils Sontheim am Störlesweg westlich des Schweinsbergturms.
Das brusthohe Kreuz auf einem rund 30 cm hohen Sockel erinnert mit Inschriften auf beiden Seiten an zwei Wilderer, die 1817 und 1870 in diesem Waldstück erschossen wurden. Es ähnelt damit mittelalterlichen Sühnekreuzen.